# 미나미아키타군

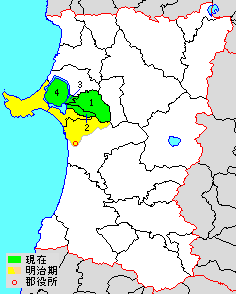
미나미아키타 군의 위치

미나미아키타군(일본어: 南秋田郡, みなみあきたぐん)은 일본 아키타현의 서부에 위치하는 군이다.
인구 19,441명, 면적 449.98km², 인구밀도 43.2명/km².(2025년 3월 1일, 추계인구)
이하 3정 1촌으로 구성된다.
- 고조메정(五城目町)
- 하치로가타정(八郎潟町)
- 이카와정(井川町)
- 오가타촌(大潟村)

## 역사
- 2005년 3월 22일
  - 덴노 정·이타가와 정·쇼와 정이 합병해 가타가미시가 성립, 군에서 이탈하였다.
  - 와카미 정이 오가 시와 합병해 오가시가 성립, 군에서 이탈하였다.